# Casa Carola
La Casa Carola és una obra de Ripoll protegida com a Bé Cultural d'Interès Local.

## Descripció
Conjunt de dues arcades realitzades amb carreus de pedra; no estan completament individualitzades atès que ambdues reposen en el mateix pilar. Els arcs són de mig punt rebaixat. Els elements comercials i indicadors que hi ha penjats dificulten veure nítidament el conjunt.